# Romerska missalet

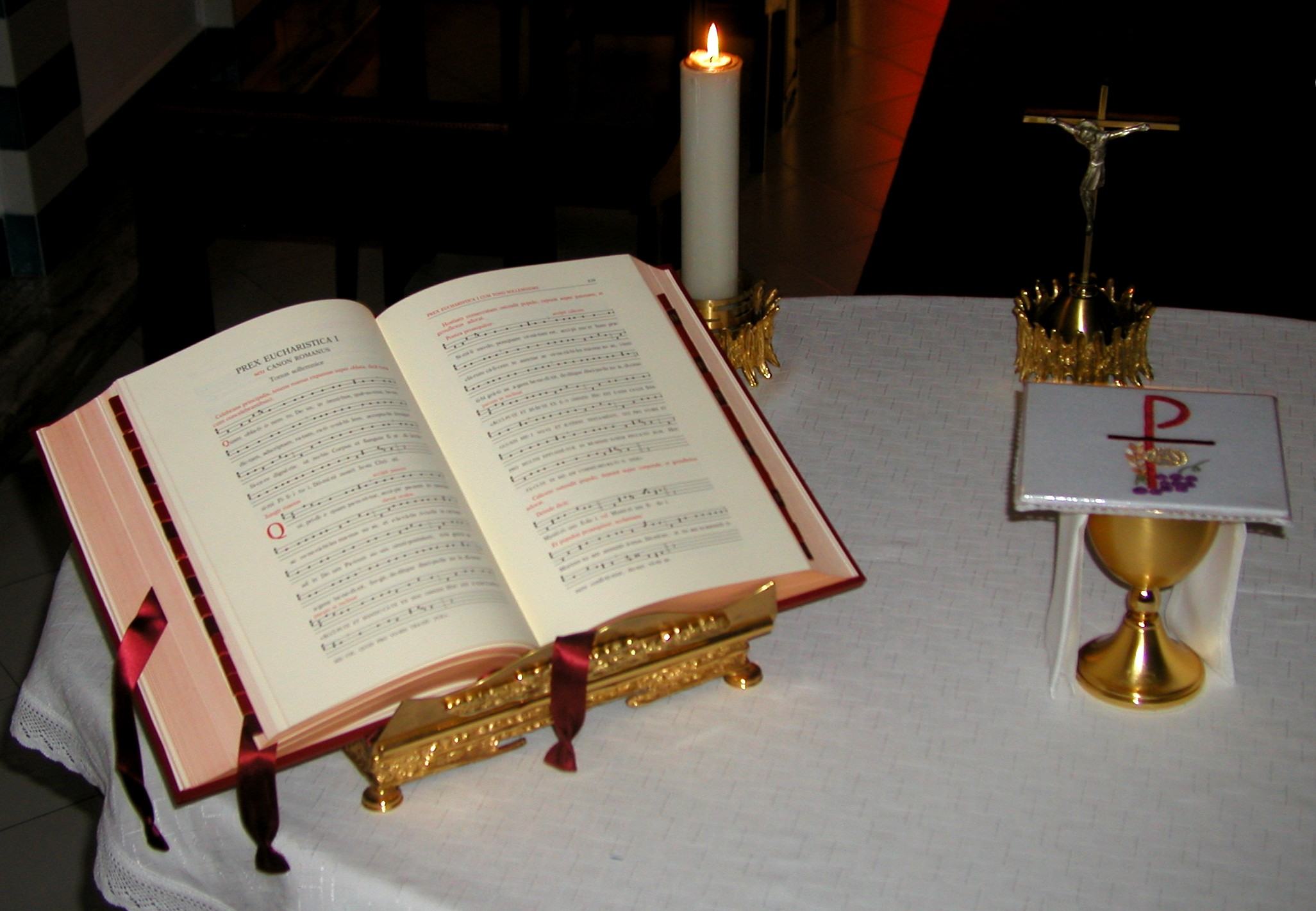
Paulus VI:s Missale romanum 2002.

Romerska missalet (latin: Missale Romanum) är en av den Romersk-katolska kyrkans liturgiska böcker. Boken innehåller 1) mässans samtliga texter, 2) liturgiska anvisningar samt 3) noter till de av prästen sjungna delarna av mässan. 
Det föreligger idag två romerska missalen, dels den 2002 utgivna, tredje officiella utgåvan av Paulus VI:s romerska missale (se Paulus VI:s mässa), dels det romerska missale som innehåller den klassiska romerska riten (så kallad tridentinsk rit, senast officiella utgåva 1962).